# Adrien Guillaume
Pour les articles homonymes, voir Guillaume.
Adrien Guillaume (1833-1872) est un médecin laryngologiste français, spécialiste du bégaiement.

## Éléments biographiques
Adrien Guillaume est né à Prangey (Haute-Marne), le 8 mai 1833 dans sa maison familiale. Son père Jean-Baptiste y exerce la profession de médecin. En 1851, Adrien est bachelier ès-lettres de l’université de Besançon, peu de temps après le décès de son père.
À la rentrée suivante, il amorce à Besançon des études de médecine et obtient en juillet 1852 le diplôme de bachelier ès-sciences. Il part alors poursuivre ses études à Paris. Il passe avec succès, de 1853 à 1855 ses examens de fin d’année. Au cours de l’année 1856, il interrompt ses études. En effet, il a décidé de ne pas aborder le doctorat sans avoir au préalable réglé le problème qui est le sien : son bégaiement qui constitue, pour toutes les épreuves orales, un handicap majeur. Il met à profit son temps pour recenser et analyser les méthodes déjà publiées par Jean Marc Gaspard Itard, Auguste Voisin, Jane Leigh, Fortuné Malebouche, Nicolas Deleau, Serre (d’Alais), Nicolas Joseph Hervez de Chegoin, Neil Arnott, Marc Colombat de L'Isère, Henry Mac Cormac, Charles Bell, Johannes Peter Müller, Joseph Creps, Laurent Joseph Morin de Clagny, Louis Alfred Becquerel ou Claudius Chervin par exemple.
Il met au point sa propre technique de rééducation et prend en charge plusieurs patients affectés d'un bégaiement. En mars 1864, il soutient sa thèse Essai sur la rhinoscopie et la laryngoscopie. Durant la guerre de 70, il établit un dispensaire laryngologique dans le 6e arrondissement de Paris où il donne des soins gratuits, dispensaire intégré ensuite aux réseaux des ambulances spéciales de la Garde Nationale lors du siège de Paris. Il est emporté prématurément par le tétanos en juillet 1872 à la suite d’une chute de cheval.

## Publications
- Adrien Guillaume, « Bégaiement ou Psellisme », dans Dictionnaire  encyclopédique des sciences médicales, vol. 8, Paris, A. Dechambre, 1868 (lire en ligne), p. 694-755.
- Adrien Guillaume, Du Bégaiement et de son traitement (résumé), Paris, J.B. Baillière, 1872, 16 p..